# Richard Bourke, 6:e earl av Mayo
Richard Southwell Bourke, 6:e earl av Mayo, född 21 februari 1822 i Dublin, död 8 februari 1872 i Port Blair (mördad), var en irländsk earl, vicekung i Indien, son till Robert Bourke, 5:e earl av Mayo, far till Dermot Bourke, 7:e earl av Mayo.

## Biografi
Bourke tillhörde en släkt, som under namnen Bourke, Burke och Burgh varit bosatt på Irland alltsedan William Fitzadelm de Burgh på 1100-talet av Henrik II sändes dit att uppta trohetsed åt den engelske kungen. Han fick sin uppfostran vid Trinity College i Dublin, företog 1845 en färd till Ryssland, som han beskrev i S:t Petersburg and Moscow, a visit to the court of the czar (2 band, 1846), och var outtröttligt verksam för nödens lindrande på Irland under hungeråren 1846–47. 
Han invaldes 1847 i underhuset och fick, då fadern 1849 ärvde earlvärdigheten, titeln lord Naas. I lord Derbys konservativa ministärer var han 1852, 1858–59 och 1866–68 statssekreterare för Irland och visade sig därunder i sin irländska politik betydligt mer reformvänlig än torypartiet i allmänhet. Vid faderns död 1867 blev han earl av Mayo. År 1868 utsågs han till vicekung i Indien efter sir John Lawrence.
Bourke har ansetts vara en av de framsyntaste och dugligaste vicekungar Indien hade. I ljuset av 1900-talets avkolonisering och förändrade värderingar har synen på honom givetvis reviderats. I fråga om utrikespolitiken bröt han med det system av sträng avhållsamhet från inblandning i grannstaternas förhållanden, som sir John Lawrence hyllat. "Omgiv Indien", skrev han i ett programuttalande, "med starka, vänskapliga och oberoende stater, som har större intresse att bevara ett gott förhållande till oss än till någon annan makt, och vi skall vara trygga!"
Sedan hans tid i Indien var, i stort sett, det brittiska Indiens centralasiatiska politik ledd av denna grundsats. Bourke höll 1869 i Ambala ett möte med Shir Ali, emiren av Afghanistan, och lyckades därvid försäkra sig om dennes förbundstrohet. I Baluchistan konsoliderades khanens i Kelat makt, och en politisk gräns utstakades mellan Afghanistan och Persien, varigenom angrepp från Persien via Afghanistan blev mycket osannolika för den närmaste framtiden. Genom Douglas Forsyths sändning till Östturkestan befordrades Indiens handelsintressen i dessa nejder. 
Bourkes gränspolitik gick ut på att hindra andra europeiska makters inblandning och utan annexion eller onödig intervention, genom inledande av vänskapliga förbindelser med grannstaterna, av dem göra utanverk för det brittiska väldet i Indien. Över vasallstaterna upprätthöll han en välvillig kontroll och sökte där genom ett förbättrat undervisningssystem för de högre klassernas barn befordra rättvisare förvaltning. Genom upprättandet av Mayo College i Ajmer sökte han åstadkomma "ett indiskt Eton".
Bourke möttes vid sitt ämbetstillträde av ett kroniskt underskott i Indiens finanser. För ögonblicket avhjälptes detta genom besparingar, bland annat i de militära utgifterna, och för framtiden genomfördes i Indiens finansväsen en grundlig reform genom utsträckt finansiell decentralisering och upprättande av en noggrann finansstatistik. Redan under Bourkes första ämbetsår var budgetens jämvikt återställd, och de båda följande åren hade bristen efterträtts av överskott. 
Vid sin finanspolitik hade vicekungen en skicklig medhjälpare i sir John Strachey. Biträdd av dennes broder, general Richard Strachey, beslöt Bourke att till de statsgaranterade järnvägarna foga ett omfattande nät av direkt under statens kontroll stående järnvägar. För dessa indiska statsjärnvägar bestämde han sig av sparsamhetsskäl för smal spårvidd, ett sedermera ofta klandrat beslut.
Bourke tillbragte en stor del av sin tid på vidsträckta inspektionsresor. Under en sådan blev han i Hopetown 1872 mördad av en straffånge från straffanstalten Port Blair på Andamanerna, vilken för blodshämnd deporterats dit från nordvästgränsen och därför beslutat hämnas genom att döda en förnäm europé.